# پوکا کاکا (بولونسی)
پوکا کاکا (به اسپانیایی: Puka Qaqa) یک کوه در پرو است که در Peru, Ancash Region واقع شده‌است. پوکا کاکا ۴٬۸۰۰ متر بالاتر از سطح دریا واقع شده‌است.